# CNN Films
Cable News Network Films (conhecida como CNN Films) é uma divisão cinematográfica da CNN sob a Warner Bros. Pictures, lançada em 2012. Seu primeiro filme, Girl Rising estreou na primavera de 2013 nos Estados Unidos.

## História
Em 8 de outubro de 2012, a CNN anunciou a criação da CNN Films. Em seu anúncio, a CNN informou a aquisição e encomenda de documentários originais de longa-metragem que "examinarão uma série de assuntos políticos, sociais e econômicos". Também assinou acordos de desenvolvimento com os diretores de documentários Alex Gibney e Andrew Rossi. Em sua criação, adquiriu os direitos de Girl Rising, documentário de 100 minutos narrado por Meryl Streep, Anne Hathaway, Kerry Washington, e Selena Gomez.
Embora os documentários inicialmente sejam exibidos na CNN, a rede planejava inscrevê-los em festivais de cinema e distribuí-los também nos cinemas.
No Festival de Cinema de Sundance de 2013, a CNN anunciou a aquisição de três documentários. Adquiriu os direitos de exibição de Life Itself, uma adaptação cinematográfica das memórias de Roger Ebert de 2011, na televisão. A direção do projeto foi de responsabilidade de Steve James e produzido por Martin Scorsese e Steven Zaillian. Foi programado para ir ao ar em 2014. Outros dois projetos foram desenvolvidos pelos diretores Michael Tucker e Petra Epperleini, centra-se no 11 de setembro e reconstrói os eventos no Marco Zero, o outro, do diretor Andrew Rossi, enfoca a transformação do ensino superior, examinando os custos e a relevância da faculdade.
A CNN Films comprou os direitos televisivos de Escape Fire: The Fight to Rescue American Healthcare, que estreou em 10 de março de 2013, na CNN. O filme foi dirigido por Matthew Heineman e Susan Froemke. O filme estreou em 19 de janeiro de 2012, no Festival de Cinema de Sundance de 2013 e foi lançado nos cinemas em 5 de outubro de 2012.
A CNN Films adquiriu Our Nixon, de Penny Lane, e a CNN estreou o filme em agosto de 2013, enquanto a Cinedigm o lançou nos cinemas. A rede também adquiriu os direitos de transmissão da televisão doméstica da seleção de filmes de Sundance, Promessa de Pandora, de Robert Stone, e o exibiu na CNN em novembro de 2013, enquanto foi lançado nos cinemas cinco meses antes.
Em 10 de dezembro de 2020, a CNN Films se uniu à BBC para produzir um documentário sobre o desenvolvimento e fabricação de vacinas para a pandemia de COVID-19. O documentário é produzido pela virologista britânica que virou cineasta Catherine Gale, que também dirige com o cineasta independente americano e jornalista médico Caleb Hellerman, e foi ao ar em 2021 na CNN nos Estados Unidos sob o título Race for the Vaccine e BBC Two Reino Unido sob o título Vaccine: The Inside Story.